# Assembly (Demoparty)

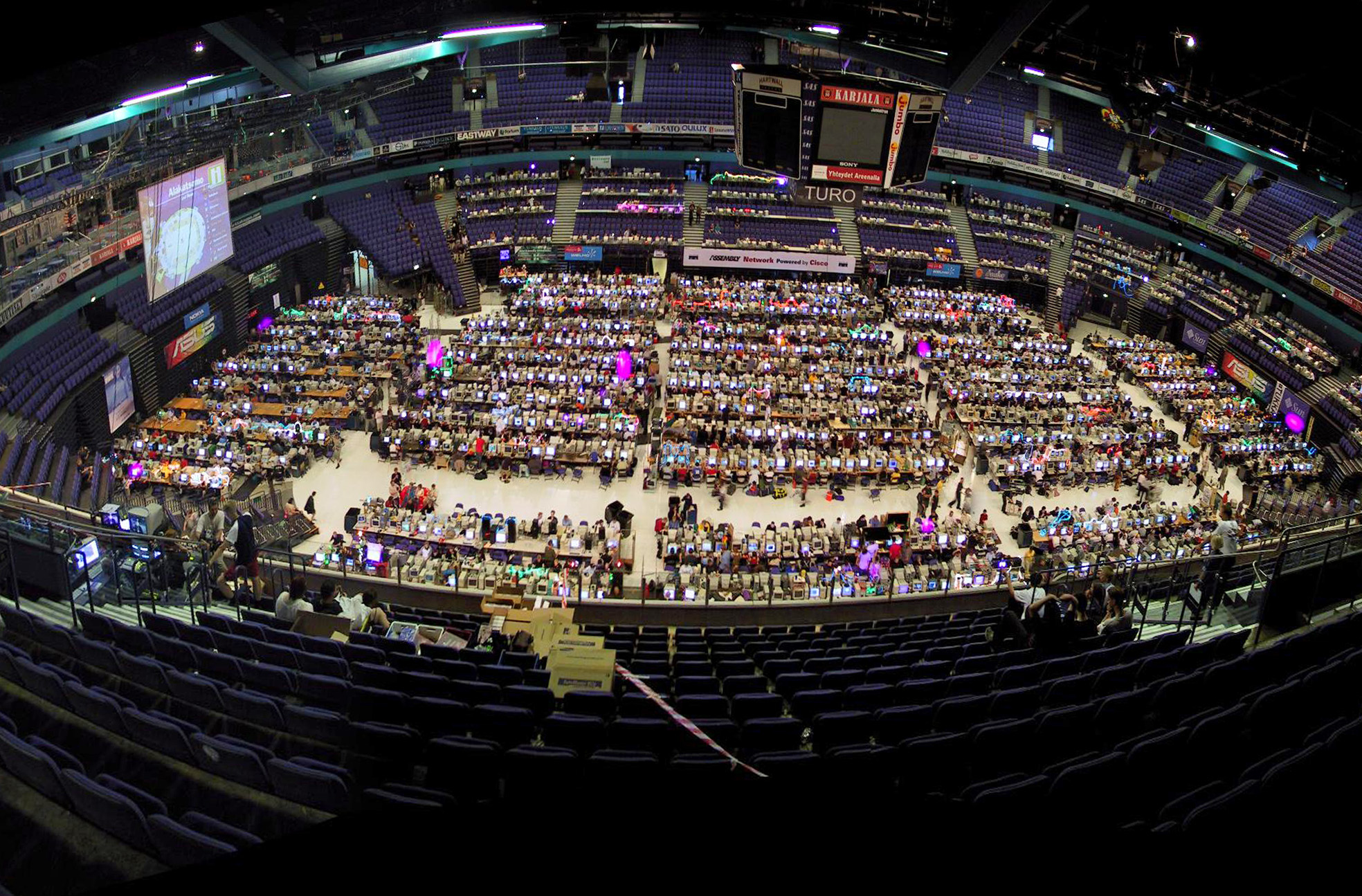
Assembly Demo Party 2002 in der Hartwall Areena

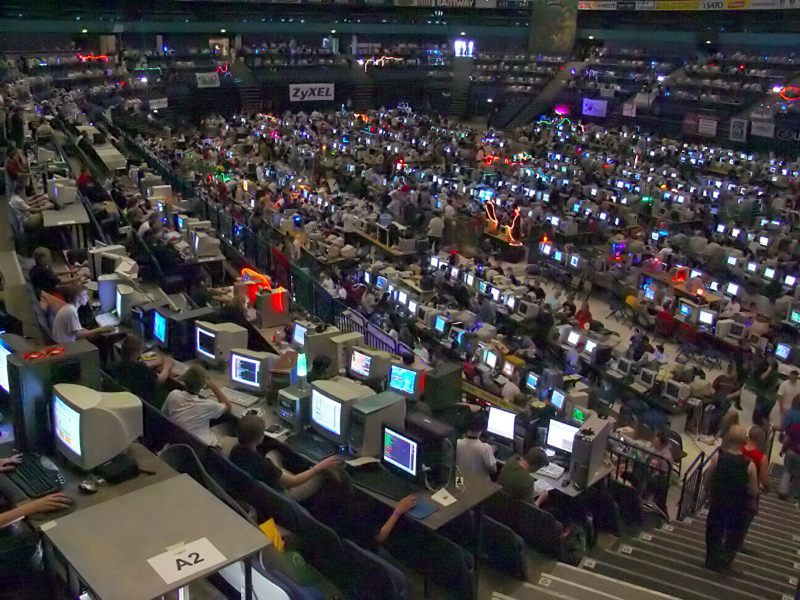
Assembly 2004

Assembly ist eine Demo-Party, die seit 1992 jährlich in Helsinki, Finnland stattfindet.
Mittlerweile erreicht die Veranstaltung Besucherzahlen um die 5.000 und ist somit endgültig dem digitalen Untergrund entwachsen. Auch wenn der Veranstaltungsort, die namhaften Sponsoren, großen Preisgelder und vielen szenefremden Besucher der Party einen kommerziellen Touch verleihen, so ist sie dennoch nach wie vor eine der angesehensten Partys, und viele bekannte Gruppen sparen sich ihre besonders guten Kreationen speziell für die Assembly
auf. Wer den Demo- oder Introwettbewerb der Assembly gewinnt, kann sich nicht nur über ein stattliches Preisgeld, sondern auch über große Bekanntheit in der Szene freuen.
In den Jahren 1997–1999 erlebte die oft auch einfach nur ASM genannte Party eine kleine Krise, und viele Szener prophezeiten ihr das gleiche Ende wie der dänischen The Party. Mittlerweile haben sich die Organisatoren den Respekt jedoch wieder erarbeitet, indem die Szenewettbewerbe im Mittelpunkt stehen und Demoszener unter den Gästen bevorzugt behandelt werden.
Neben der deutschen Revision ist die Assembly eine der wenigen Partys mit internationalem Publikum: ca. 25 % der Besucher kommen aus dem Ausland.
Jedes Jahr erscheint auch eine offizielle Compilation auf DVD-ROM (früher CD-ROM) mit den Produktionen der Assembly. Zunehmend liegt auch eine Video-DVD bei, so dass ein Teil der Demos nicht nur in Echtzeit am Computer, sondern auch als Filme mit einem handelsüblichen DVD-Player betrachtet werden können.
Die Assembly ist ebenfalls für ihre E-Sport-Turniere bekannt.

## Preise
| Year | Amiga demo                               | PC demo                                  | C64 demo                            | Amiga intro                                              | PC 64K intro                                             |
| ---- | ---------------------------------------- | ---------------------------------------- | ----------------------------------- | -------------------------------------------------------- | -------------------------------------------------------- |
| 1992 | Sound Vision (Reflect)                   | Unreal (Future Crew)                     | Gunnar 2 (Dual Crew)                | Repo (Vectra)                                            | N/A                                                      |
| 1993 | Extension (Pygmy Projects)               | Second Reality (Future Crew)             | Four years (Origo Dreamline)        | Bananamen (Stellar)                                      | Eclipse (EMF)                                            |
| 1994 | Mindflow (Stellar)                       | Verses (EMF)                             | Attack of Stubidos 3 (Beyond Force) | G-Force (Pygmy Projects)                                 | Airframe (Prime)                                         |
| 1995 | ZIF (Parallax)                           | Stars (NoooN)                            | Extremes (Byterapers)               | Fad (Sonik Clique)                                       | Drift (Wild Light)                                       |
| 1996 | Sumea (Virtual Dreams)                   | Machines of Madness (Dubius)             | Follow the Sign 3 (Byterapers)      | Pure (Sonik Clique)                                      | Blind (Eufrosyne)                                        |
| 1997 | Pulse (Nerve Axis)                       | Boost (Doomsday)                         | Speedway (Panic)                    | 911 (Limbo)                                              | Mainstream (Moottori)                                    |
| 1998 | Relic (Nerve Axis)                       | Gateways (Trauma)                        | Speedway 2 (Panic)                  | Edit 0.5 (Haujobb)                                       | Oxygen (Coral)                                           |
| 1999 | Beats (Loveboat)                         | Non-3D: Gasoline (Recreation)            | Speedway 3 (Panic)                  | älä ota sitä vakavasti (Da Jormas)                       | Viagra (Mewlers)                                         |
| 1999 | Beats (Loveboat)                         | 3D: Virhe (Maturefurk)                   | Speedway 3 (Panic)                  | älä ota sitä vakavasti (Da Jormas)                       | Viagra (Mewlers)                                         |
| Year | Combined demo                            | Combined demo                            | Oldskool demo                       | Combined 64K intro                                       | Combined 64K intro                                       |
| 2000 | Spot (Exceed)                            | Spot (Exceed)                            | Oldskool Trippin (Haujobb)          | Dead Flowers (Haujobb)                                   | Dead Flowers (Haujobb)                                   |
| 2001 | Lapsuus (Maturefurk)                     | Lapsuus (Maturefurk)                     | Riyadh (Bandwagon)                  | Sonnet (Threestate)                                      | Sonnet (Threestate)                                      |
| 2002 | Liquid... Wen? (Haujobb)                 | Liquid... Wen? (Haujobb)                 | Impossiblator 2 (PWP)               | Squish (AND)                                             | Squish (AND)                                             |
| 2003 | Legomania (Doomsday)                     | Legomania (Doomsday)                     | Robotic Liberation (PWP)            | Zoom 3 (AND)                                             | Zoom 3 (AND)                                             |
| 2004 | Obsoleet (Unreal Voodoo)                 | Obsoleet (Unreal Voodoo)                 | Halfway There (Dekadence)           | The Prophecy — Project Nemesis (Conspiracy)              | The Prophecy — Project Nemesis (Conspiracy)              |
| 2005 | Iconoclast (ASD)                         | Iconoclast (ASD)                         | Boogie Factor (Fairlight)           | Che Guevara (Fairlight)                                  | Che Guevara (Fairlight)                                  |
| 2006 | Starstruck (The Black Lotus)             | Starstruck (The Black Lotus)             | Fruitcake (RNO)                     | Dead Ringer (Fairlight)                                  | Dead Ringer (Fairlight)                                  |
| 2007 | Lifeforce (ASD)                          | Lifeforce (ASD)                          | High Hopes (Aspekt)                 | Basic Facts About Design (Immersion)                     | Basic Facts About Design (Immersion)                     |
| 2008 | Within Epsilon (Pyrotech)                | Within Epsilon (Pyrotech)                | Renaissance (Byterapers)            | Panic Room (Fairlight)                                   | Panic Room (Fairlight)                                   |
| 2009 | Frameranger (Fairlight, CNCD, & Orange)  | Frameranger (Fairlight, CNCD, & Orange)  | 3½ Inches Is Enough (Unreal Voodoo) | Transform (Ate Bit)                                      | Transform (Ate Bit)                                      |
| 2010 | Happiness is right around the bend (ASD) | Happiness is right around the bend (ASD) | Grind (Dekadence & Accession)       | x marks the spot, Function-X invitation (Portal Process) | x marks the spot, Function-X invitation (Portal Process) |
| 2011 | Spin (ASD)                               | Spin (ASD)                               | Chaotic (Dekadence)                 |                                                          |                                                          |
| 2012 | Spacecut (CNCD)                          | Spacecut (CNCD)                          | Conservative Megademo (PWP)         |                                                          |                                                          |
| 2013 | Return (Pyrotech)                        | Return (Pyrotech)                        | Norwegian Pillow (Dekadence)        |                                                          |                                                          |
| 2014 | Black And White Lies (One Studio Off)    | Black And White Lies (One Studio Off)    | N/A                                 |                                                          |                                                          |
| 2015 | Monolith (ASD)                           | Monolith (ASD)                           | Carbon Based (Dekadence)            | Hydrokinetics (Prismbeings)                              | BLCK4777 (p01 / ribbon)                                  |
| 2016 | Gestalt (Quite vs T-Rex)                 | Gestalt (Quite vs T-Rex)                 | Malf*cktion (Byterapers)            | Outcast (Unknown Artists)                                | Escape through subspace 1K (Seven/Fulcrum)               |